# Silvermines

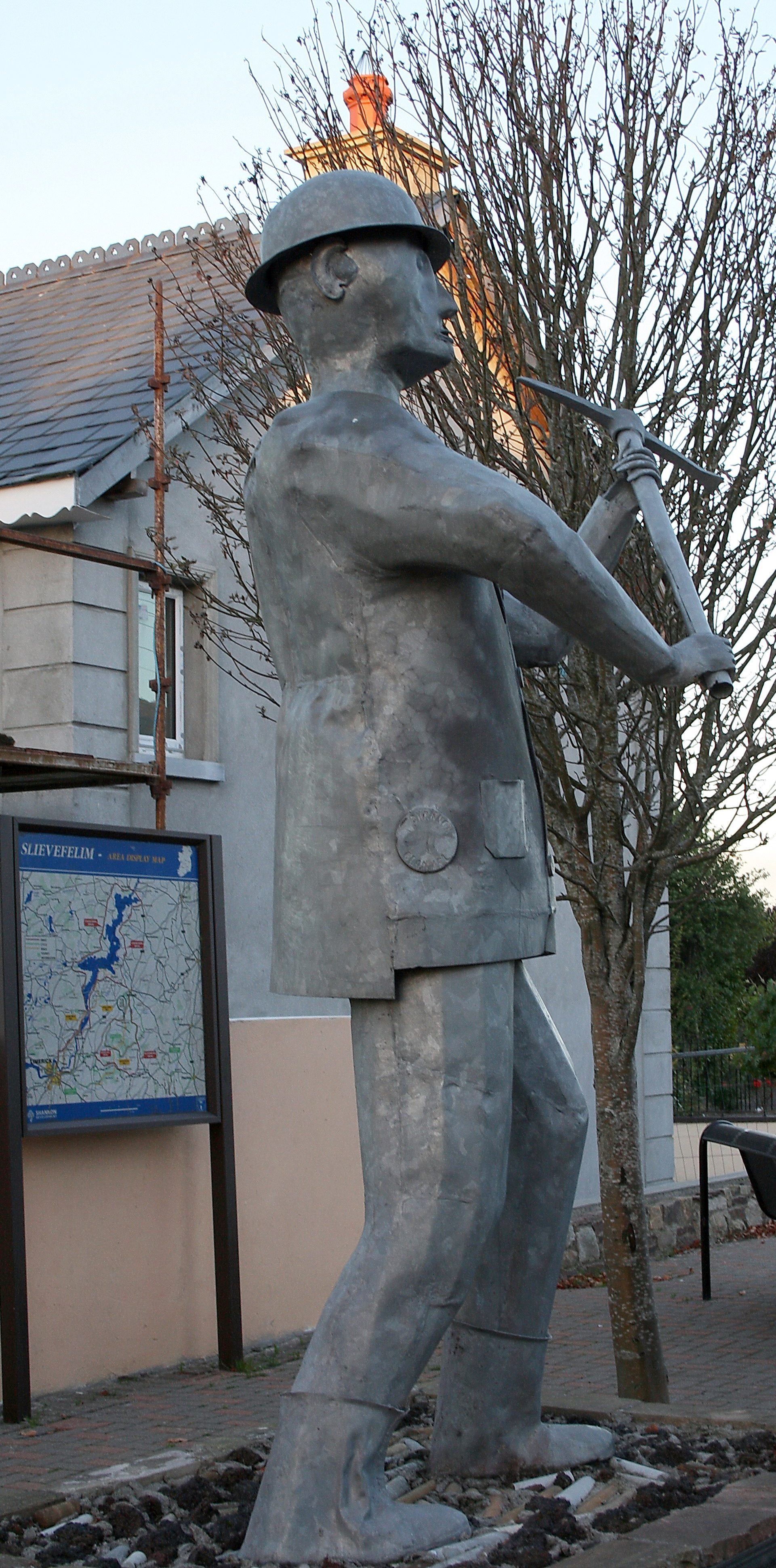
Minero de plata en el pueblo de Silvermines.

Silvermines, históricamente conocida como Bellagowan (gaélico Béal Átha Gabhann), es un pueblo en Tipperary Norte, República de Irlanda. Está en la cordillera de Silvermines donde se extraía plata. Hacia la parte muy al sur de las montañas Silvermines está el pico más alto de las montañas, Keeper Hill o en irlandés Sliabh Cimeálta, que se alza hasta 695 m, dominando la región. Silvermines se encuentra cerca de la ciudad de Nenagh en la carretera regional R499.
Recientemente, la región ha llamado la atención de los medios porque la integridad del suministro de agua a la villa se vio amenazada por la contaminación de los relaves abandonados en la mina.

## Música
Shane MacGowan, líder del grupo The Pogues, tiene relación con esta zona.